# 讓縣自明本志令
《讓縣自明本志令》（十二月己亥令、述志令）是一篇散文，作者為曹操。

## 概要
《讓縣自明本志令》寫於建安十五年（210年）十二月，原名是《十二月己亥令》，是曹操56歲時的散文代表作，文集之中唯一超過千字的作品。最早見於《三國志．魏書．武帝紀》注所引《魏武故事》的內容。時人盛傳曹操將“有不遜之志”，曹操在《讓縣自明本志令》裡說過：“……設使國家無有孤，不知當有幾人稱帝，幾人稱王。或者人見孤彊盛，又性不信天命之事，恐私心相評，言有不遜之志，妄相忖度，每用耿耿。……”這可以說是權力者的內心話，在躊躇滿志之中，不無自信、自負之意，但也是表達了現實情況。他們一旦離開了權力，就會家破人亡，“恐己離兵為人所禍也。”只能盡一切可能把自己和政權捆在一起，與整個民族同存亡。

## 外部連結
- 讓縣自明本志令-曹操（页面存档备份，存于）
- 让县自明本志令_古文观止译本